# Dominio de Melquizedek
El Dominio de Melquizedek (DOM) es una micronación ficticia, conocida por facilitar el fraude bancario a gran escala en muchas partes del mundo durante la década de los noventa. Fue fundada por el estadounidense David Korem, quien afirmó que el mundo está bajo la jurisdicción del Dominio, "un territorio espiritual y de finanzas", reclamando como propios los territorios de la Isla de Malpelo, la Isla Clipperton, el Atolón Bokak y la Tierra de Marie Byrd.
La organización es considerada como un instrumento para el fraude fiscal por el gobierno de los Estados Unidos y los tribunales de Fiyi. En 1993 Melquizedek obtuvo reconocimiento diplomático de la República Centroafricana, mediante la firma de un tratado de relaciones diplomáticas.
Se estima que los fraudes vinculados al Dominio de Melquizedek han recaudado 500 millones de dólares.

## Historia
El Dominio de Melquizedek fue fundado por David Korem, seudónimo del estadounidense Mark Logan Pedley quien ha sido acusado varias veces de fraude fiscal. La micronación fue establecida en 1990, cuando Mark Logan fue liberado condicionalmente de prisión. Su libertad condicional fue revocada a fines de 1991 debido a su invención del DOM para facilitar fraudes, por lo que fue devuelto a prisión para cumplir el resto de su condena.  En 1994, después de su liberación, Pedley se casó con Pearlasia Gamboa , quien fue nombrada presidenta de Melquisedec.
Debido a la extensión de los fraudes vinculados al Dominio de Melquizedek diversos gobiernos emitieron declaraciones alertando del fraude. Así,las Islas Marshall y diversos organismos de Estados Unidos lo han hecho. Si bien ha recibido un reconocimiento tangencial por parte de la República Centroafricana, ningún otro país ha reconocido a Melquizedek; algunos medios han especulado con que el reconocimiento africano al DOM haya sido producto de un soborno al efecto.
Los reclamos territoriales han ido variando con el tiempo; en los años 2000 fue paulatinamente abandonado el reclamo sobre Malpelo, pasando a ser enfocado hacia diversos atolones deshabitados de las Islas Marshall y Karitane (Tahití). Igualmente reclamaron la isla de Wake, así como se pretendió realizar islas artificiales en arenales supuestamente comprados al gobierno de las Islas Caimán. Más recientemente han reclamado la Tierra de Marie Byrd, una enorme extensión antártica sin reclamaciones estatales previas, aunque ningún gobierno les ha dado reconocimiento alguno.
En 2015 Mark Logan y Pearlasia Gamboa fueron investigados por la venta de falsos bonos de Estado de Melquizedek.